# Політевич Сергій Едуардович
Сергі́й Едуа́рдович Політевич (біл. Сяргей Эдуардавіч Паліцевіч, рос. Сергей Эдуардович Политевич, нар. 9 квітня 1990, Ліда, Гродненська область) — білоруський футболіст, захисник клубу «Динамо» (Мінськ).
Насамперед відомий виступами за клуб «Нафтан», а також олімпійську збірну Білорусі.

## Клубна кар'єра
Вихованець ДЮСШ міста Ліда (з років 8). Виступав за молодіжні команди мінського «МТЗ-РІПО», ФК «Ліди», новополоцького «Нафтана». У сезоні 2007 року дебютував у складі «Нафтана» у вищій лізі Білорусі.
У січні 2008 року перейшов в російські «Крила Рад», підписавши контракт на 3 роки. У самарський клуб Політевич приїхав в 17-річному віці. Молодий захисник був визнаний найкращим гравцем у своєму амплуа на щорічному юнацькому футбольному турнірі імені Гранаткіна, що проходив у 2008 році. 6 серпня 2008 року Політевич дебютував в основному складі «Крил» в матчі 1/16 фіналу Кубка Росії 2008/09 з клубом «Газовик» (Оренбург). 
Проте заграти за основну команду самарців Сергій не зміг і в липні 2009 року був відданий у півторарічну оренду своєму колишньому клубу — «Нафтану». У старій команді  став головним гравцем команди, зігравши за півтора року 44 матчі у чемпіонаті країни.
Після завершення оренди, 11 січня 2011 року уклав чотирирічний контракт з мінським «Динамо». Наразі встиг відіграти за мінських «динамівців» 44 матчі в національному чемпіонаті.

## Виступи за збірні
Виступав у складі юнацької збірної Білорусі, взявши участь у 18 іграх на юнацькому рівні.
Протягом 2009–2012 років залучався до складу молодіжної збірної Білорусі, разом з якою став бронзовим призером молодіжного чемпіонату Європи 2011 року. Всього на молодіжному рівні зіграв у 30 офіційних матчах.
Захищав кольори олімпійської збірної Білорусі на Олімпійських іграх 2012 року у Лондоні.

## Титули і досягнення
- Володар Кубка Казахстану (1):

«Кайрат»: 2018
- Чемпіон Білорусі (5):

«Шахтар»: 2020, 2021, 2022
«Динамо» (Мінськ): 2023, 2024
- Володар Суперкубка Білорусі (1):

«Шахтар»: 2021